# Dżibuti na Letnich Igrzyskach Paraolimpijskich 2012
Dżibuti na Letnich Igrzyskach Paraolimpijskich 2012 w Londynie reprezentował 1 zawodnik w 1 konkurencji. 
Dla reprezentacji Dżibuti występ na Letnich Igrzyskach Paraolimpijskich 2012 był debiutem w imprezie sportowej tej rangi. 

## Kadra

### Lekkoatletyka
Mężczyźni
Houssein Omar Hassan jest zawodnikiem z amputowaną prawą ręką. 
| Zawodnik             | Konkurencja   | Kwalifikacje | Kwalifikacje | Finał                  | Finał                  |
| Zawodnik             | Konkurencja   | Wynik        | Poz.         | Wynik                  | Poz.                   |
| -------------------- | ------------- | ------------ | ------------ | ---------------------- | ---------------------- |
| Houssein Omar Hassan | 1500 m kl.T46 | 11:23.50     | 17.          | nie zakwalifikował się | nie zakwalifikował się |